# Te negre
El te negre, igual que els altres tes, prové de la planta Camellia Sinensis i es fa amb fulles sotmeses a més oxidació que el te blanc, el te verd o l'oolong. Té un gust més fort i conté més cafeïna que les altres varietats.

## Història
Es creu que la primera varietat de te negre es va produir a la Xina cap a l'any 1590, a finals de la dinastia Ming. Va ser resultat de fermentar les fulles del te per tal d'intentar allargar-ne el període de conservació i el van batejar com a te negre pel color que adquirien les fulles un cop oxidades.
El te negre va arribar a Europa l'any 1610 gràcies als exploradors holandesos. El producte es va començar a comercialitzar per tot el continent, sobretot en àmbits aristocràtics, ja que era considerat un producte exòtic de luxe. Un cop el te es va començar a cultivar a Europa, va baixar-ne el preu i el consum se'n va estendre a tots els nivells de la societat.
El te es relaciona habitualment amb la cultura britànica. L'any 1662 la princesa Caterina de Bragança va portar diverses caixes de te negre xinès a la cort anglesa com a part del seu dot pel matrimoni amb Carles II. Des d'aquest moment es va convertir en un producte indispensable per a la reialesa britànica.

## Varietats
Actualment trobem diverses varietats de te negre, anomenades segons la zona on han estat produïdes:
- Tes negres de l'Índia:
  - Assam
  - Darjeeling
  - Nilgiri
- Tes negres de Sri Lanka:
  - Ceilan
- Tes negres de la Xina:
  - Keemun Mao Fang
  - Yunnan
  - Congu
  - Lapsang Soutxong
- Tes negres africans:
  - Kenyan

El te negre sovint es barreja amb altres tes, fruites, flors, olis o espècies, per produir un sabor i aroma diferents. Les mescles més populars són English Breakfast, Earl Grey, Irish Breakfast i Chai.

## Composició
El te negre conté:
- Alcaloides: cafeïna, teofil·lina, teobromina
- Aminoàcids
- Carbohidrats
- Proteïnes
- Clorofil·la
- Fluor
- Alumini

Pel que fa a la cafeïna, el contingut depèn de cada varietat i del temps que s'hagi deixat infusionar: els tes negres xinesos tenen un contingut de cafeïna similar al del te verd, mentre que els tes negres indis en contenen més. Tanmateix, el contingut màxim de cafeïna mai no supera la meitat que pugui contenir una tassa de cafè.

## Mètodes d'oxidació
Hi ha dos mètodes principals d'oxidació de les fulles del te:
- Ortodox: el més comú. Un cop recollides les fulles, s'exposen a aire calent durant 18 hores per tal de deshidratar-les. A continuació es passen a una màquina que les premsa suaument per trencar-ne les fibres i desencadenar el procés d'oxidació. Aquest procés es pot repetir diverses vegades fins a aconseguir un resultat òptim. Un cop tallades les fulles, es tornen a exposar a l'aire en un entorn controlat que n'altera el nivell de polifenols. Un cop assolit el nivell d'oxidació desitjat, s'acaben d'assecar les fulles en una màquina.
- CTC (Cut, tear, curl - tallar, esquinçar, cargolar): mètode desenvolupat a partir de 1950, quan es van introduir les bosses de te al mercat. Permet tallar les fulles més petites i accelerar-ne el temps de processament.

## Preparació
La preparació del te negre és molt senzilla. Només s'ha de fer escalfar aigua fins que bulli i a continuació, abocar-la sobre les fulles de te. S'ha de deixar infusionar entre 3 i 5 minuts. Es pot servir amb llet i algun tipus d'edulcorant.
També es pot utilitzar per fer una gran varietat de receptes, incloses galetes, pastissos, batuts i fins i tot receptes salades.

## Beneficis per a la salut
Els principals beneficis del te negre són:
- Alt contingut en antioxidants, especialment polifenols i catequines,
- Avantatges per al sistema circulatori: reducció de la pressió arterial, del colesterol dolent i del risc d'atacs,
- Acceleració del metabolisme,
- Millora de la salut intestinal,
- Reducció dels nivells de sucre en sang,
- Millora de la concentració mental,
- Pot contribuir a reduir el risc de càncer.